# Sagana
Sagana là một chi nhện trong họ Liocranidae.